# Greatest Hits I & II
Greatest Hits I & II es una caja recopilatoria de la banda británica Queen, publicada el 7 de noviembre de 1994 por Parlophone Records en el Reino Unido, y el 14 de noviembre de 1995 por Hollywood Records en los Estados Unidos. La caja recopilatoria incluye sus dos álbumes de grandes éxitos en el momento, Greatest Hits y Greatest Hits II.

## Lista de canciones
| Disco uno: Greatest Hits (1981) |                                       |                 |          |  |
| N.º                             | Título                                | Escritor(es)    | Duración |  |
| 1.                              | «Bohemian Rhapsody»                   | Freddie Mercury | 5:55     |  |
| 2.                              | «Another One Bites the Dust»          | John Deacon     | 3:35     |  |
| 3.                              | «Killer Queen»                        | Mercury         | 2:59     |  |
| 4.                              | «Fat Bottomed Girls» (single version) | Brian May       | 3:22     |  |
| 5.                              | «Bicycle Race»                        | Mercury         | 3:00     |  |
| 6.                              | «You're My Best Friend»               | Deacon          | 2:50     |  |
| 7.                              | «Don't Stop Me Now»                   | Mercury         | 3:29     |  |
| 8.                              | «Save Me»                             | May             | 3:48     |  |
| 9.                              | «Crazy Little Thing Called Love»      | Mercury         | 2:43     |  |
| 10.                             | «Somebody to Love»                    | Mercury         | 4:56     |  |
| 11.                             | «Now I'm Here»                        | May             | 4:14     |  |
| 12.                             | «Good Old-Fashioned Lover Boy»        | Mercury         | 2:53     |  |
| 13.                             | «Play the Game»                       | Mercury         | 3:31     |  |
| 14.                             | «Flash» (single version)              | May             | 2:47     |  |
| 15.                             | «Seven Seas of Rhye»                  | Mercury         | 2:47     |  |
| 16.                             | «We Will Rock You»                    | May             | 2:51     |  |
| 17.                             | «We Are the Champions»                | Mercury         | 3:05     |  |
| 57:55                           |                                       |                 |          |  |

| Disco dos: Greatest Hits II (1991) |                                         |                        |          |  |
| N.º                                | Título                                  | Escritor(es)           | Duración |  |
| 1.                                 | «A Kind of Magic»                       | Roger Taylor           | 4:22     |  |
| 2.                                 | «Under Pressure» (con David Bowie)      | Queen, David Bowie     | 3:56     |  |
| 3.                                 | «Radio Ga Ga»                           | Taylor                 | 5:43     |  |
| 4.                                 | «I Want It All» (single version)        | May                    | 4:01     |  |
| 5.                                 | «I Want to Break Free» (single version) | Deacon                 | 4:18     |  |
| 6.                                 | «Innuendo»                              | Taylor, Mercury        | 6:28     |  |
| 7.                                 | «It's a Hard Life»                      | Mercury                | 4:08     |  |
| 8.                                 | «Breakthru»                             | Taylor, Mercury        | 4:09     |  |
| 9.                                 | «Who Wants to Live Forever»             | May                    | 4:55     |  |
| 10.                                | «Headlong»                              | May                    | 4:31     |  |
| 11.                                | «The Miracle»                           | Mercury, Deacon        | 4:54     |  |
| 12.                                | «I'm Going Slightly Mad»                | Mercury, Peter Straker | 4:08     |  |
| 13.                                | «The Invisible Man»                     | Taylor                 | 3:57     |  |
| 14.                                | «Hammer to Fall» (single version)       | May                    | 3:38     |  |
| 15.                                | «Friends Will Be Friends»               | Mercury, Deacon        | 4:08     |  |
| 16.                                | «The Show Must Go On»                   | May                    | 4:23     |  |
| 17.                                | «One Vision» (single version)           | Queen                  | 4:05     |  |
| 75:44                              |                                         |                        |          |  |

## Créditos
Queen
- Freddie Mercury – voz principal y coros, piano, guitarra acoustica, piano, sintetizador
- Brian May – guitarra eléctrica y acoustica, coros, piano, sintetizador
- Roger Taylor – batería, percusión, coros, triángulo, pandereta
- John Deacon – bajo eléctrico, guitarra eléctrica, piano eléctrico

Músicos adicionales
- Mike Stone – voz en "Good Old-Fashioned Lover Boy"
- David Bowie – voz en "Under Pressure"
- Fred Mandel – sintetizador en "I Want to Break Free"
- Michael Kamen – arreglos orquestales en "Who Wants to Live Forever"
- National Philharmonic Orchestra – instrumento de cuerda, instrumento de viento metal, percusión en "Who Wants to Live Forever"

## Posicionamiento
| Gráfica (1994)                | Pico de posición |
| ----------------------------- | ---------------- |
| Reino Unido (UK Albums Chart) | 37               |